# Corot-5b
Corot-5b, tidigare känd som Corot-Exo-5b, är en exoplanet som kretsar kring stjärnan Corot-5 i Enhörningens stjärnbild. Planeten är den fjärde planeten som upptäcktes av det franskledda rymdteleskopet Corot, i juni 2008. Planeten är en typisk "het Jupiter", med massan 0,47 MJ.
Exoplaneten kretsar nära sin värdstjärna med ett varv på ungefär 4 dygn, vilket gör den till en mycket varm planet. Moderstjärnan är solliknande och av spektralklass F9V.